# Sleuth (peça)
Sleuth é uma peça de teatro estadunidense de 1970 escrita pelo dramaturgo Anthony Shaffer. Produção da Broadway, foi apresentada pela primeira vez em 12 de novembro de 1970 no Music Box Theatre e foi adaptada para o cinema em três ocasiões: no filme de 1972, no filme de 2007 e em Tamanna, de 2014.
Venceu o Tony Award de melhor peça de teatro.